# Aphodius melanostictus
Aphodius melanostictus là một loài bọ cánh cứng trong họ Bọ hung (Scarabaeidae).